# Konsum Örnsköldsvik
Konsumentföreningen Örnsköldsvik var en svensk konsumentförening.
Örnsköldsviks konsumtionsförening bildades 1920. År 1942 ändrades namnet till Örnsköldsviksortens konsumtionsförening. I april 1965 öppnade man Domus i Örnsköldsvik.
Genom åren fusionerade Örnsköldsviksföreningen med flera närliggande föreningar:
- Vesterhus konsumtionsförening, 1930.[2] Vesterhusföreningen hade året innan fusionerat med Mellansels kooperativa handelsförening.[3]
- Trehörningsjö kooperativa handelsförening, 1962.[4]
- Konsum Skorped, 1963.[5]
- Alfredshems kooperativa handelsförening, 1963.[6]
- Handelsföreningen Folkets Strävan i Domsjö, 1963.[1]

Den 1 juli 1971 genomfördes en större sammanslagning med Grundsunda konsumtionsförening, Anundsjö konsumtionsförening och Nätra konsumtionsförening varpå namnet ändrades till Konsumentföreningen Örnsköldsvik.
År 2003 uppgick föreningen i Konsum Nord. Precis innan sammanslagningen beslutades hade föreningen 26 000 medlemmar och drev femton Konsum, två Fakta, en Prix och olika butiker i Gallerian (tidigare Domus). Under 2004 och 2005 avvecklades de sista butikerna i Gallerian och fastigheten såldes.